# Debrecen
Debrecen (Debreţin em romeno, Debrecín em eslovaco, Debreczyn em polonês) é a segunda maior cidade e um condado urbano (megyei jogú város em húngaro) da Hungria. Debrecen é a capital do condado de Hajdú-Bihar.
Debrecen está localizada na Grande Planície Húngara (Alföld em húngaro), a 200 km a leste de Budapeste. A cidade, que já era um centro cultural, artístico e científico, nos últimos anos tem visto a sua economia desenvolver-se, devido, em parte, a investimentos estrangeiros.
É sede de uma grande universidade, a Universidade de Debrecen (Debreceni Egyetem).